# Wilkes 400 1969
Wilkes 400 1969 var ett stockcarlopp ingående i Nascar Grand National Series (nuvarande Nascar Cup Series) som kördes 5 oktober 1969 på den 0,625 mile (1005,84 meter) långa ovalbanan North Wilkesboro Speedway i North Wilkesboro, North Carolina. Totalt avverkades 250 miles (402,336 km) fördelat på 400 varv. Banunderlaget var asfalt. Loppet vanns av David Pearson i en Ford på tiden 2:40.32 körande för Holman Moody. Pearsons snitthastighet uppgick till 93,429 mph. Prispotten uppgick till 24 875 dollar, varav 5 750 dollar gick till segraren.

## Resultat
| Plc     | Nr | Förare             | Team/ bilägare              | Konstruktör | Start | Varv | Ledda varv |
| ------- | -- | ------------------ | --------------------------- | ----------- | ----- | ---- | ---------- |
| 1       | 17 | David Pearson      | Holman Moody                | Ford        | 2     | 400  | 5          |
| 2       | 43 | Richard Petty      | Petty Enterprises           | Ford        | 3     | 400  | 270        |
| 3       | 34 | Bobby Isaac        | K&K Insurance Racing        | Dodge       | 1     | 399  | 121        |
| 4       | 98 | LeeRoy Yarbrough   | Junior Johnson & Associates | Ford        | 6     | 397  | 0          |
| 5       | 6  | Buddy Baker        | Owens Racing                | Dodge       | 4     | 396  | 4          |
| 6       | 30 | Dave Marcis        | Milt Lunda                  | Dodge       | 7     | 394  | 0          |
| 7       | 14 | Richard Brickhouse | Bill Ellis                  | Dodge       | 5     | 394  | 0          |
| 8       | 32 | Dick Brooks        | Brooks Racing               | Plymouth    | 8     | 393  | 0          |
| 9       | 49 | G.C. Spencer       | GC Spencer Racing           | Plymouth    | 10    | 392  | 0          |
| 10      | 48 | James Hylton       | Hylton Engineering          | Dodge       | 11    | 391  | 0          |
| 11      | 06 | Neil Castles       | Neil Castles                | Dodge       | 21    | 390  | 0          |
| 12      | 8  | J.D. McDuffie      | GC Spencer Racing           | Plymouth    | 17    | 380  | 0          |
| 13      | 31 | Buddy Young        | Fred Bear                   | Chevrolet   | 14    | 377  | 0          |
| 14      | 23 | Roy Tyner          | Roy Tyner                   | Pontiac     | 23    | 375  | 0          |
| 15      | 26 | Cecil Gordon       | Seifert Racing              | Ford        | 26    | 375  | 0          |
| 16      | 12 | Elmo Langley       | Langley-Woodfield Racing    | Ford        | 12    | 372  | 0          |
| 17      | 20 | Ben Arnold         | Don Culpepper               | Ford        | 20    | 365  | 0          |
| 18      | 24 | Bill Seifert       | Seifert Racing              | Ford        | 24    | 365  | 0          |
| 19      | 28 | Wendell Scott      | Scott Racing                | Ford        | 28    | 355  | 0          |
| 20      | 25 | Dub Simpson        | Strong Racing               | Chevrolet   | 25    | 304  | 0          |
| 21      | 13 | Jabe Thomas        | Robertson Racing            | Plymouth    | 13    | 298  | 0          |
| 22      | 29 | E.J. Trivette      | GC Spencer Racing           | Plymouth    | 29    | 224  | 0          |
| 23      | 10 | Bill Champion      | Champion Racing             | Ford        | 18    | 221  | 0          |
| 24      | 57 | Johnny Halford     | Ervin Pruitt                | Dodge       | 19    | 190  | 0          |
| 25      | 20 | Clyde Lynn         | Negre Racing                | Ford        | 15    | 170  | 0          |
| 26      | 26 | Earl Brooks        | Brooks Racing               | Ford        | 30    | 161  | 0          |
| 27      | 67 | Buddy Arrington    | Arrington Racing            | Dodge       | 16    | 149  | 0          |
| 28      | 19 | Henlay Gray        | Harry Melton                | Ford        | 27    | 71   | 0          |
| 29      | 4  | John Sears         | DeWitt Racing               | Ford        | 9     | 24   | 0          |
| 30      | 33 | Wayne Smith        | Archie Smith                | Chevrolet   | 22    | 2    | 0          |
| Källor: |    |                    |                             |             |       |      |            |